# Sanok Miasto
Sanok Miasto – przystanek osobowy w Sanoku, w województwie podkarpackim, w Polsce.

## Historia
Stacja powstała na przełomie XIX i XX wieku w wyniku starań mieszkańców miasta, zmierzających do ustanowienia przystanku kolejowego blisko centrum. Jedyna do tej pory stacja kolejowa Sanok była położona w dzielnicy Posada. Decyzja o powstaniu przystanku kolejowego zapadła uchwałą rady gminy Posady Sanockiej z 22 marca 1909, jednak realizacja budowy odwlekała się. Otwarcie przystanku osobowego dla ruchu osobowego i pakunkowego, nazwanego pierwotnie „Posada sanocka”, nastąpiło od 1 stycznia 1912. Planowo miały się na nim zatrzymywać pociągi zmierzające w kierunku miasta Lwów. Wraz z powstaniem stacji kolejowej Sanok Miasto wiązał się rozwój ulicy Henryka Sienkiewicza.
Pierwotnie budynek przystanka kolejowego figurował pod numerem konskrypcyjnym 295, a potem pod adresem ul. Henryka Sienkiewicza 19. Obecnie budynek stacji jest położony pod adresem ulicy Grunwaldzkiej 17.
W 2012 spółka PKP Polskie Linie Kolejowe przeprowadziła modernizację przystanku wraz z pobliskimi torami. Peron został odnowiony i przystosowany do potrzeb osób z niepełnosprawnościami i niewidomych.
W listopadzie 2013 Gmina Miasta Sanok na podstawie umowy zawartej z PKP S.A. przejęła przystanek kolejowy Sanok Miasto.

## Ruch pasażerski
| Rok  | Wymiana pasażerska na dobę |
| ---- | -------------------------- |
| 2017 | 0-9                        |
| 2022 | 10-99                      |

W budynku powstał punkt integracyjny Stowarzyszenia Pomoc Rodzinie im. Św. Ks. Zygmunta Gorazdowskiego w Sanoku. Po inwazji Rosji na Ukrainę zorganizowano tam punkt dla uchodźców.

## Połączenia
- Krosno
- Sanok (Dworzec Główny i Dąbrówka)
- Zagórz
- Gdynia Główna